# Kutir
Kutir is Sanskriet voor hut of huisje. Het woord kutir stamt uit Indiase religieuze tradities en verwijst naar een klein bouwwerk, waar spirituele ceremonies worden verricht. Hierbij gaat het voornamelijk om tradities binnen de yoga en het hindoeïsme. Kutirs doen ook dienst als overnachtingplaats voor de monnik, goeroe of yogi zelf.
Swami Sivananda bouwde verschillende kutirs die groter waren dan slechts een bescheiden huisje, zoals in de Himalaya